# Kapliczka Dompniga
Kapliczka Dompniga (niem. Dompnig Säule) – gotycka, kamienna kapliczka słupowa, znajdująca się w katedrze polskokatolickiej we Wrocławiu. Uważana jest za najstarszy zabytek mieszczańskiej rzeźby pomnikowej we Wrocławiu.
To dzieło nieznanego twórcy powstało prawdopodobnie w 1491 r. według tradycji jako upamiętnienie Heinza Dompniga, seniora rady miejskiej i starosty Księstwa wrocławskiego, ściętego w 1490 r. Kapliczka zalicza się do typu kamiennych kapliczek słupowych, które w późnym średniowieczu licznie wznoszono na Dolnym Śląsku jako upamiętnienie, podziękowanie lub pokutę. Kapliczka o wysokości ok. 2,20 m, wykuta z piaskowca, składa się z trzonu z wykutą na górze datą 1491, pod którą znajduje się gmerk mieszczański. Na trzonie osadzona jest głowica z dwuspadowym daszkiem. Głowicę zdobią cztery płaskorzeźby: z przodu Ukrzyżowanie, z tyłu Zmartwychwstanie, św. Barbara (z lewej) i św. Katarzyna (z prawej). Nie wiadomo, gdzie pierwotnie znajdowała się ta kapliczka. W XIX w. przeniesiono ją na narożnik plebanii kościoła św. Marii Magdaleny u zbiegu ulic św. Marii Magdaleny i Łaciarskiej. Znajdowała się tam do 1970 r., kiedy w związku z wyburzeniem plebanii przeniesiono ją do kościoła św. Marii Magdaleny (obecnie katedry polskokatolickiej). W drugiej połowie lat 1990 kapliczkę odrestaurowano.